# Lista de arcebispos de Gniezno e primazes da Polônia
Arcebispos de Gniezno e simultaneamente Primazes da Polônia desde 1418. Eles também serviram como interrex na República das Duas Nações.
- De 1821 até 1946 na união pessoal com a Arquidiocese de Poznań.
- De 1946 até 1992 na união pessoal com a Arquidiocese de Varsóvia.

- 999/1006 – 1020 Radzim Gaudenty
- 1007/1020 – 1027 Hipolit
- 1027 – 1028 Bossuta Stefan
- 1052/1059 ? – 1092 ?	Piotr Bogumił
- 1092 ? – 1118/1124 ? 		Marcin I
- 1118/1124 – 1148/1149 Jakub I ze Żnina
- 1149/1150 – 1167/1170 Jan I
- 1167/1170 – 1179/1181 Zdzisław I
- 1180/1181 – 1198/1199 Piotr II
- 1198/1199 – 1219 Henryk I Ketlicz
- 1219 – 1220 Iwo Odrowąż
- 1220 – 1232 Wincenty I Niałek
- 1232 – 1258 Fulko I
- 1258 – 1271 Janusz I
- 1271 – 1274 Wolmir
- 1274 – 1278			vago
- 1278 – 1279 Martin de Opava
- 1279 – 1279				Włościbórz
- 1279 – 1281			vago
- 1281 – 1281				Henryk z Bremy
- 1281 – 1283			vago
- 1283 – 1314 Jakub II Świnka
- 1314 – 1316			vago
- 1316 – 1317 Borzysław I
- 1317 – 1341 Janisław I
- 1342 – 1374 Jarosław Bogoria
- 1374 – 1382 Janusz II Suchywilk
- 1382 – 1388 Bodzęta z Kosowic
- 1389 – 1394 Jan Kropidło
- 1394 – 1401 Dobrogost z Nowego Dworu
- 1402 – 1411 Mikołaj I Kurowski
- 1412 – 1422 Mikołaj II Trąba
- 1423 – 1436 Wojciech I Jastrzębiec
- 1437 – 1448 Wincenty II Kot
- 1449 – 1453 Władysław I Oporowski
- 1453 – 1464 Jan II ze Szprewy
- 1464 – 1473 Jan III Gruszczyński
- 1473 – 1480 Jakub III Siemieński
- 1481 – 1493 Zbigniew Oleśnicki
- 1493 – 1503 Fryderyk Jagiellończyk
- 1503 – 1510 Andrzej I Boryszewski
- 1510 – 1531 Jan IV Łaski
- 1531 – 1535 Maciej I Drzewicki
- 1535 – 1537 Andrzej II Krzycki
- 1537 – 1540 Jan V Latalski
- 1541 – 1545 Piotr III Gamrat
- 1546 – 1559 Mikołaj III Dzierzgowski
- 1559 – 1562 Jerzy Przerębski
- 1562 – 1581 Jakub IV Uchański
- 1581 – 1603 Stanisław I Karnkowski
- 1604 – 1605 Jan VI Tarnowski
- 1606 – 1608 Bernard Maciejowski
- 1608 – 1615 Wojciech II Baranowski
- 1616 – 1624 Wawrzyniec Gembicki
- 1624 – 1626 Henryk II Firlej
- 1627 – 1638 Jan VII Wężyk
- 1638 – 1641 Jan VIII Lipski
- 1641 – 1652 Maciej II Łubieński
- 1653 – 1658 Andrzej II Leszczyński
- 1659 – 1666 Waclaw Leszczynski
- 1666 – 1673 Mikołaj IV Prażmowski
- 1673 – 1674 Kazimierz Florian Czartoryski
- 1674 – 1677 Andrzej III Olszowski
- 1677 – 1679			vago
- 1679 – 1685 Jan IX Stefan Wydźga
- 1685 – 1688			vago
- 1688 – 1705 Michał Stefan Radziejowski
- 1706 – 1721 Stanisław II Szembek
- 1721 – 1723			vago
- 1723 – 1738 Teodor Andrzej Potocki
- 1739 – 1748 Krzysztof Antoni Szembek
- 1749 – 1759 Adam Ignacy Komorowski
- 1759 – 1767 Władysław II Aleksander Łubieński
- 1767 – 1777 Gabriel Podolski/Gabriel Podoski
- 1777 – 1784 Antoni Kazimierz Ostrowski
- 1785 – 1794 Michał II Jerzy Poniatowski
- 1795 – 1801 Ignacy I Krasicki
- 1801 – 1806			vago
- 1806 – 1818 Ignacy II Raczyński
- 1818 – 1821			vago
- 1821 – 1825 Tymoteusz Paweł Gorzeński
- 1825 – 1828			vago
- 1828 – 1829 Teofil Cyprian Wolicki
- 1829 – 1831			vago
- 1831 – 1842 Marcin II Sulgustowski–Dunin
- 1842 – 1845			vago
- 1845 – 1865 Leon Michał Przyłuski
- 1866 – 1886 Mieczysław Halka–Ledóchowski
- 1886 – 1890 Juliusz Józef Dinder
- 1891 – 1906 Florian Stablewski
- 1906 – 1914			vago
- 1914 – 1915 Edward Likowski
- 1915 – 1926 Edmund Dalbor
- 1926 – 1948 August Józef Hlond
- 1948 – 1981 Stefan II Wyszyński
- 1981 – 1992 Józef Glemp
- 1992 – 2010 Henryk Muszyński
- 2010 - 2014 Józef Kowalczyk
- 2014 - atual                          Wojciech Polak- atual primaz